# Wolf 359
Wolf 359 è una stella nana rossa di magnitudine 13,53 situata nella costellazione del Leone. Essendo distante 7,78 anni luce, è una delle stelle più vicine alla Terra: solo il sistema di Alfa Centauri e la Stella di Barnard sono conosciute essere più vicine. In assoluto è dunque la quinta stella più vicina al sistema solare ma è del tutto invisibile ad occhio nudo ed è possibile scorgerla solo con telescopi professionali. La stella deve il suo nome al proprio scopritore, l'astronomo Max Wolf, che nel 1917 notò il suo grande moto proprio nello spazio (oltre 4,5 secondi d'arco all'anno) e la catalogò col numero 359 nella sua lista di stelle ad alto moto proprio.
È una delle meno massicce e più deboli stelle conosciute, con una massa stimata in 0,09 volte quella del Sole, vale a dire poco più del limite necessario perché un corpo celeste riesca a innescare la fusione dell'idrogeno, processo tipico delle stelle.
Wolf 359 ha un intenso campo magnetico ed è una stella a flare; la sua luminosità aumenta rapidamente per brevi periodi in modo violento, emettendo una considerevole quantità di raggi X e raggi gamma, che sono stati rilevati dai telescopi spaziali. È una stella piuttosto giovane, con un'età stimata inferiore al miliardo di anni. Nessun oggetto sub stellare o disco circumstellare è stato osservato nei suoi dintorni. Per la sua vicinanza al Sole è stata spesso citata in opere fantascientifiche.

## Storia delle osservazioni
Wolf 359 attirò l'attenzione degli astronomi per il suo grande moto proprio; solitamente, le stelle che hanno grossi spostamenti nella sfera celeste rispetto ad oggetti lontani sono stelle piuttosto vicine al Sole. Nel 1917, l'astronomo tedesco Max Wolf misurò il moto proprio della stella e, due anni più tardi, pubblicò un catalogo con oltre mille stelle ad alto moto proprio, indicando la stella col numero 359.
La prima parallasse della stella è stata misurata dall'Osservatorio di Monte Wilson nel 1928, che registrò uno spostamento annuale della posizione della stella di 0,409 ± 0,009 secondi d'arco. Da questo spostamento periodico, e conoscendo la grandezza dell'orbita terrestre, è stato possibile stimare la distanza della stella.
Wolf 359 è stata la stella di minor massa conosciuta fino alla scoperta di VB 10 nel 1944. La sua magnitudine nell'infrarosso fu misurata nel 1957, e nel 1969 fu osservata un'eruzione che portò a catalogare Wolf 359 tra le stelle a flare.

## Ambiente galattico

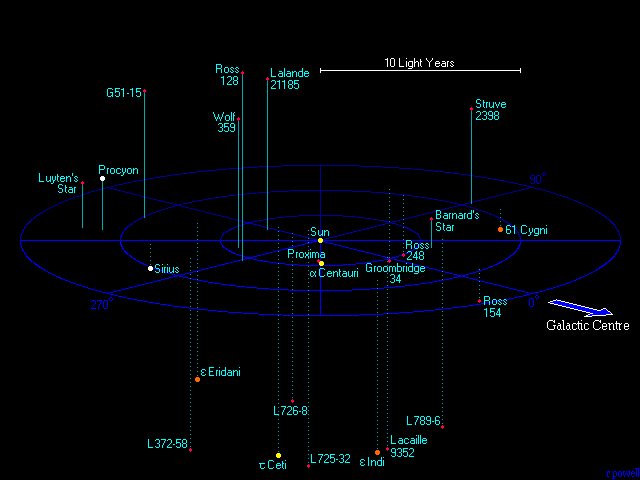
Mappa delle stelle entro un raggio di 12,5 anni luce dal Sole. Si apprezza la posizione di Wolf 359 rispetto al Sole, al piano galattico e al centro galattico.

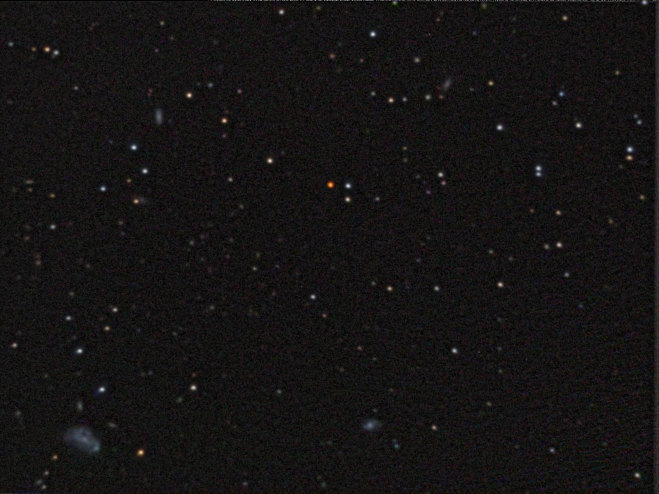
Wolf 359 è la stella di colore rosso poco più in alto del centro della foto.

Data la vicinanza, Wolf 359 condivide lo stesso ambiente galattico del Sole. Le sue coordinate galattiche sono 244° e 56,12°. Una longitudine galattica di circa 244° significa che la linea ideale che congiunge il Sole e Wolf 359, se proiettata sul piano galattico, forma con la linea ideale che congiunge il Sole con il centro galattico un angolo di 244°; ciò implica che Wolf 359 è leggermente più lontana dal centro galattico di quanto non sia il Sole. Una latitudine galattica di circa +56° significa che Wolf 359 si trova più a nord rispetto al piano su cui sono posti il Sole e il centro galattico.
La stella più vicina a Wolf 359 è, a 3,8 al, Ross 128, un'altra nana rossa poco più luminosa di Wolf 359, mentre a 4,1 a.l. si trova Lalande 21185, anch'essa nana rossa. Il Sole, a 7,8 anni luce di distanza è la sesta stella più vicina a Wolf 359, e la più vicina tra le stelle visibili a occhio nudo, brillando di magnitudine +1,7. Poco più distante, a 8,3 anni luce si trova il sistema di Alfa Centauri, e a 8,6 e 9 a.l. Procione e Sirio. Quest'ultima sarebbe la più luminosa del cielo notturno anche da un ipotetico pianeta orbitante attorno a Wolf 359, mentre Procione brillerebbe di magnitudine −0,24, e sarebbe la quarta stella più luminosa, dopo Sirio, Canopo e Arturo.

## Moti spaziali
Il moto proprio della stella è di 4,696 secondi d'arco all'anno, e la stella si allontana dal Sole alla velocità di 19 km/s. La velocità spaziale di Wolf 359 implica che sia una stella di popolazione II, facente parte dell'alone galattico della Via Lattea. Nel suo percorso orbitale attorno al centro della Galassia la stella si avvicina fino a 6,5 kiloparsec al centro della Galassia, per allontanarsi poi fino a 8,6 kiloparsec. L'eccentricità orbitale è pari a 0,156, e la stella può spostarsi fino a 444 anni luce di distanza dal piano galattico. Circa 13850 anni fa, Wolf 359 passò alla minima distanza dal Sole, a circa 7,35 anni luce dalla Terra.

## Proprietà fisiche
Wolf 359 è di classe spettrale M6,5V, anche se varie fonti la classificano anche di tipo M5.5, M6 o M8. La sua luminosità è molto bassa, solo lo 0,11% di quella solare. Se fosse al posto del Sole, essa sarebbe solo 10 volte più luminosa della Luna piena. Il raggio della stella, precedentemente stimato da 0,16 a 0,19 quello solare, in studi più recenti è stato stimato essere 0,10 - 0,12 volte quello del Sole, vale a dire circa 85000 km; non molto più grande ad esempio di quello di Giove. L'energia della stella viene trasportata in superficie tramite un moto convettivo, e non, come avviene almeno nella parte centrale del Sole, per moto radiativo. Questa circolazione ridistribuisce l'accumulo di elio generato dalla nucleosintesi stellare su tutta la stella, a differenza di ciò che avviene nel Sole, dove invece l'elio si accumula continuamente nel centro. Questo, unito a un tasso di consumo dell'idrogeno più basso dovuto alla piccola massa della stella, le consente di mantenersi nella sequenza principale per un periodo enormemente superiore a quello del Sole.

### Età e temperatura
La temperatura superficiale di Wolf 359 è di circa 2800 K mentre la sua velocità di rotazione è uguale o inferiore a 3 km/s, con un periodo di rotazione di 1,6 giorni. La velocità di rotazione è piuttosto bassa e sulla base di questo dato si potrebbe inferire una età di almeno 10 miliardi di anni, il tempo che una stella di classe M6 impiega a perdere, a causa del proprio vento stellare, sufficiente momento angolare da rallentare la propria velocità di rotazione fino a valori simili a quelli misurati. Tuttavia, i modelli evolutivi stellari applicati alla stella suggeriscono che Wolf 359 sia piuttosto giovane, con un'età stimata compresa tra 100 e 350 milioni di anni.

### Campo magnetico e brillamenti
Wolf 359 è classificata come stella a flare del tipo UV Ceti: questo tipo di stelle subiscono brevi e intensi aumenti della luminosità a causa dell'attività magnetica della fotosfera. Wolf 359, la cui designazione come stella variabile è CN Leonis, ha un tasso relativamente alto di flare. Osservazioni con il telescopio spaziale Hubble hanno rilevato 32 brillamenti in un periodo di due ore, con un'energia di 1027 erg e oltre. Il campo magnetico medio sulla superficie di Wolf 359 ha una resistenza di circa 2,2 kg (0,22 tesla), anche se questo valore varia in modo significativo su scale di tempo più breve delle sei ore. In confronto, il campo magnetico del Sole mediamente è di 1 gauss (100 microtesla), anche se può salire fino a 3 kg (0,3 T) nelle regioni con macchie solari attive. Durante il brillamento, Wolf 359 emette anche raggi X e gamma. Durante una grande eruzione del 2006 l'emissione di raggi X della stella è stata vista aumentare di un fattore ≈100; il plasma dell'eruzione, costituito principalmente di materiale evaporato dalla cromosfera e dalla fotosfera stellare, aveva un contenuto di ferro due volte superiore a quello normalmente presente. Nonostante l'eruzione fosse piuttosto violenta, fu di breve durata, inferiore a 25 minuti.

### Composizione chimica
Alla bassa temperatura superficiale di Wolf 359, i composti chimici derivanti dai processi interni alla stella sopravvivono abbastanza a lungo per poter essere osservarti attraverso le loro linee spettrali. Numerose bande molecolari appaiono nello spettro di Wolf 359, comprese quelle del monossido di carbonio, dell'idruro di ferro, dell'idruro di cromo, dell'acqua, dell'idruro di magnesio, dell'ossido di vanadio, dell'ossido di titanio e forse di molecole di idrossido di calcio.

Poiché non pare sia presente il litio, tale elemento deve essere già stato consumato dalla fusione nel nucleo. Questo indica che l'età minima della stella è di almeno 100 milioni di anni.
Più esternamente alla fotosfera si trova la regione ad alta temperatura conosciuta come corona. Nel 2001, Wolf 359 divenne la prima stella escluso il Sole su cui si è potuta osservare la corona con un telescopio da terra. Lo spettro ha mostrato forti righe di emissione del ferro. L'ampiezza di questa linea può variare per un periodo di diverse ore, che suggerisce un riscaldamento dovuto a microflare.

## Ricerca di pianeti e abitabilità
Una ricerca eseguita con il Telescopio spaziale Hubble non ha evidenziato la presenza di pianeti gioviani orbitanti attorno alla stella, anche se questo non preclude la presenza di più piccoli pianeti non alla portata del telescopio. Nessun eccesso di radiazione infrarossa è stato rilevato, suggerendo che non siano presenti dischi circumstellari orbitanti attorno alla stella. Misure sulla velocità radiale usando il Near Infrared Spectrometer (NIRSPEC) del W. M. Keck Observatory non hanno rilevato variazioni che provino la presenza di compagni sub stellari della grandezza di Nettuno o più grandi.
Un pianeta che orbitasse attorno a Wolf 359 dovrebbe trovarsi ad una distanza compresa tra 0,022 e 0,054 U.A. per essere all'interno della zona abitabile. A quella distanza il pianeta avrebbe probabilmente una rotazione sincrona, quindi uno dei due emisferi sarebbe sempre illuminato e sull'altro non sorgerebbe mai la stella. Inoltre la sua condizione di stella a flare la rende non adatta allo sviluppo della vita, in quanto le eruzioni di queste stelle sono, in rapporto alla loro bassa luminosità, estremamente violente e imprevedibili, possono raddoppiare la luminosità totale della stella e sono accompagnate spesso da grosse emissioni di raggi X, letali per le forme di vita di tipo terrestre conosciute. Un altro fattore a sfavore dello sviluppo della vita è che queste stelle emettono una luce rossa che potrebbe essere insufficiente per la fotosintesi delle piante.

## Sistema planetario
Nel 2019 un gruppo guidato da Mikko Tuomi dell'Università di Hertfordshire ha annunciato la presenza di due candidati esopianeti in orbita attorno alla stella, utilizzando il metodo della velocità radiale dopo osservazioni compiute con gli spettrografi HARPS in Cile e HIRES alle Hawaii. I due pianeti scoperti sono una super Terra, che orbita in 2,7 giorni attorno alla stella, e un gigante gassoso, che orbita a quasi due UA dalla stella e il cui periodo orbitale è di 8 anni. Il pianeta roccioso più interno non è potenzialmente abitabile, in quanto riceve tre volte la radiazione che riceve la Terra dal Sole, e risulta quindi troppo caldo per sostenere acqua liquida sulla sua superficie.
Tuttavia ulteriori osservazioni compiute con lo spettrografo CARMENES hanno scoperto che il segnale di velocità radiale corrispondente al candidato pianeta interno Wolf 359 c è un falso positivo, derivante dalla rotazione della stella piuttosto che da un compagno planetario. Uno studio di follow-up del 2023 non è stato in grado di confermare o confutare Wolf 359 b. Questo studio ha escluso l'esistenza di nane brune o giganti gassosi entro 10 UA dalla stella, pianeti con massa superiore alla metà di Giove entro 1 UA e pianeti più massicci di Urano entro 0,1 UA (il pianeta b sarebbe 3 volte più massiccio di Urano).

## Prospetto del sistema
| Pianeta | Tipo            | Massa              | Periodo orb.    | Sem. maggiore | Eccentricità    | Scoperta |
| ------- | --------------- | ------------------ | --------------- | ------------- | --------------- | -------- |
| b *     | Gigante gassoso | 43,9+29,5 −23,9 M⊕ | 2938±436 giorni | 1,845 UA      | 0,04+0,27 −0,04 | 2019     |

*Non confermato

## Nella fantascienza
Nell'Universo di Star Trek la Battaglia di Wolf 359 è il primo grande combattimento fra la Federazione Unita dei Pianeti e i Borg, vinta in maniera devastante da questi ultimi. La Federazione aveva posto una quarantina di navi presenti nel settore in linea difensiva nei pressi di Wolf 359, stella vicina alla Terra. I Borg furono sul punto di invadere la Terra grazie all'involontaria cooperazione di Jean-Luc Picard, già capitano della USS Enterprise, da loro assimilato con il nome di Locutus di Borg, cioè "Colui che è deputato a parlare". La battaglia ebbe notevole importanza negli eventi storici fittizi del media franchise e verrà rivisitata anche nell'episodio pilota di Star Trek: Deep Space Nine (L'emissario - prima e seconda parte) e in un episodio di Star Trek Voyager (Regressione infinita).
Nella letteratura di fantascienza appare nel romanzo pubblicato dalla collana Urania della casa editrice Mondadori con il n° 21 del 10 agosto 1953 con il titolo Terrore sul mondo scritto da Jimmy Guieu pseudonimo dello scrittore Henri René Guieu, dove risulta che i pianeti intorno alla stella sono abitati dai "Kerbaniani".*